# Karl Mezulian
Karl Rudolf Mezulian (ur. 12 stycznia 1899 w Wiedniu, zm. 11 lutego 1967 tamże) – austriacki zapaśnik walczący w stylu klasycznym. Olimpijczyk z Paryża 1924, gdzie trzynaste miejsce w wadze piórkowej.
Piąty na mistrzostwach świata w 1920 roku.

## Letnie Igrzyska Olimpijskie 1924
| Konkurencja          | Rundy eliminacyjne     | Rundy eliminacyjne          | Rundy eliminacyjne    | Klas. końcowa |
| Konkurencja          | Przeciwnik I           | Przeciwnik II               | Przeciwnik III        | Miejsce       |
| -------------------- | ---------------------- | --------------------------- | --------------------- | ------------- |
| 62 kg styl klasyczny | Jānis Rudzītis (LAT) Z | Aleksanteri Toivola (FIN) P | Erik Malmberg (SWE) P | 13.           |